# Povídky z jedné kapsy

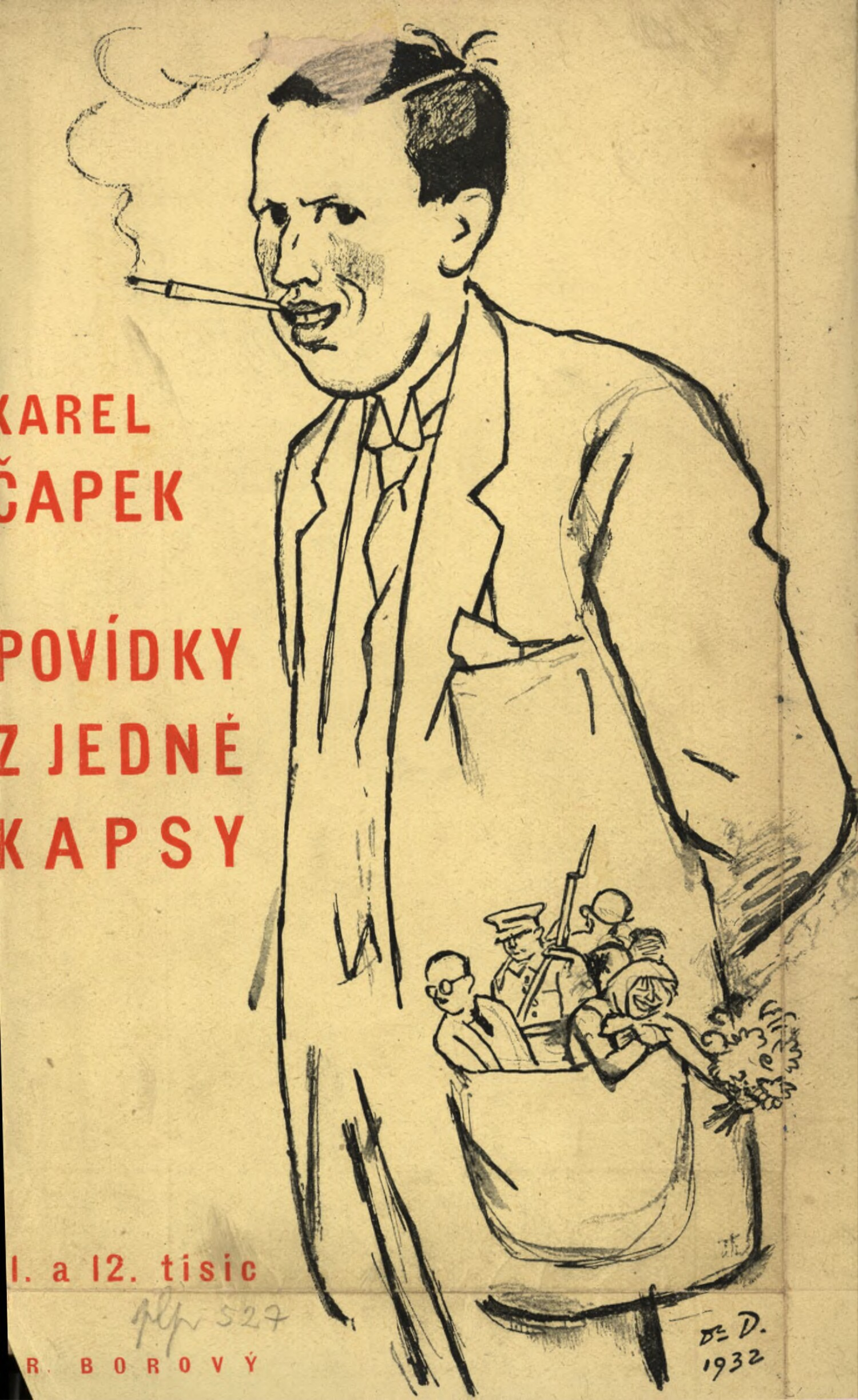
Karel Čapek: Povídky z jedné kapsy (obálka Josef Čapek, vydal Fr. Borový 1934)

Povídky z jedné kapsy je soubor 24 povídek od českého spisovatele Karla Čapka z roku 1929. Např. v edici Slunovrat vyšla v roce 1990 (ve spojení s knihou Povídky z druhé kapsy), kde ji ilustroval Cyril Bouda.
Povídky jsou většinou zdánlivě detektivního charakteru, ale často jde o situace, na které je krátký lidský rozum, lidská spravedlnost, lidé se zachovají neočekávaně, někdy je pozoruhodná jejich umanutost. Některé postavy se objevují napříč povídkami (např. Dr. Mejzlík).

## Seznam povídek
1. Případ Dr. Mejzlíka
2. Modrá chryzantéma
3. Věštkyně
4. Jasnovidec
5. Tajemství písma
6. Naprostý důkaz
7. Experiment profesora Rousse
8. Ztracený dopis
9. Ukradený spis 139/VII, odd. C
10. Muž, který se nelíbil
11. Básník
12. Případy pana Janíka
13. Pád rodu Votických
14. Rekord
15. Případ Selvinův
16. Šlépěje
17. Kupón
18. Oplatkův konec
19. Poslední soud
20. Zločin v chalupě
21. Zmizení herce Bendy
22. Vražedný útok
23. Propuštěný
24. Zločin na poště

## Česká vydání
Povídky z jedné kapsy vydalo poprvé Aventinum v roce v roce 1929. Poté, co bratři Čapkové Aventinum opustili, vyšly letech 1934–1947 celkem v sedmi vydáních v nakladatelství František Borový. Po zestátnění nakladatelství a po období, kdy Karel Čapek nebyl v Československu vydáván, vycházely povídky v letech 1956–1993 především v nakladatelství Československý spisovatel (1964 jedno vydání v SNKLU, 1993 Český spisovatel), obvykle společně s Povídkami z druhé kapsy.
Od roku 2009, kdy se díla Karla Čapka stala autorsky volnými, vydávají tyto povídky různá nakladatelství.

## Děj povídek
- Případ dr. Mejzlíka
  - Policejní úředník doktor Mejzlík přijde za starým kouzelníkem Dastychem a vypráví mu o tom, jak se mu povedlo chytit kasaře. Láme si hlavu nad tím, jestli to byla předtucha, telepatie nebo jen náhoda, že šel tehdy zrovna do té ulice, kde byl kasař. Nakonec společně dojdou k tomu, že se jednalo o souhru náhody, pozorování a logiky. Doktor Mejzlík je nešťastný, protože se obává, že bude žádán o řešení dalších případů,  přestože vlastně neví, jakou metodou pracovat. Jeho obavy se záhy potvrdí.

- Modrá chryzantéma 
  - Starý Fulinus vypráví, jak jednoho dne spatřil květ modré chryzantémy v rukou slabomyslné Kláry. Ta mu však není schopna říci, kde květina roste. Fulinus o tom poví místnímu knížeti a vydají se modrou chryzantému hledat. Ani za pomoci četníků se jim ji nepodaří najít. Poté se s knížetem ostře pohádá a z kraje odjíždí. A tu, když sedí ve vlaku, všimne si u trati něčeho modrého. Z vlaku tedy vystupuje a skutečně nalézá dvě modré chryzantémy u domku železničního hlídače, kam se nikdo nedostane, protože u trati je cedule se zákazem vstupu. Klára neuměla číst, a proto jí nedělalo problém přes trať přejít. Fulinus chryzantémy ukradne a pojmenuje květinu Klára, nemůže s ní však jít na veřejnost, protože mu v dobré půdě pořádně nekvete.
- Věštkyně
  - Komisař Mac Leary vyšle svou ženu na průzkum toho, co podivná paní Edith Myersová provádí ve svém bytě. Paní Mac Leary se vydává za mladou svobodnou slečnu. Věštkyně jí řekne, že ji čeká hodně cestování a peněz, do roka si ji vezme nějaký boháč. Někdo starší ji prý bude bránit. Paní Mac Leary však věštkyni obviní ze špatného věštění a je předvolána k sudímu Kelleymu. Věštkyně je vyhoštěna ze země.  Asi za rok potká soudce Kelley komisaře Mac Learyho a zeptá se ho, co dělá jeho paní. Odpovídá mu, že se rozvedli. Vzal si ji nějaký obchodník z Austrálie - před týdnem spolu odjeli do Melbourne.
- Jasnovidec
  - Státní zástupce dr. Klapka navštíví u svého přítele pana Janowitze jasnovidce prince Karadagha, který zkoumá písmo jen dotykem v obálce na základě jeho vyzařování. Státní je spokojen, jak jasnovidec přesně vykreslil profil pachatele, kterého se chystá odsoudit. Pak zjistí, že omylem vložil do obálky své vlastní písmo - a že vlastně na něj profil svým způsobem pasuje rovněž.
- Tajemství písma
  - Redaktor Rubner dostane za úkol napsat článek o grafologu Jensenovi , který pořádá produkci pro zástupce tisku, a dá mu analyzovat rukopis své ženy. Nezůstane na ní nitka suchá, Rubner doma ztropí povyk, odchází do hospody, kde si anonymně postěžuje, ale nakonec se poslušně vrací domů.
- Naprostý důkaz
  - Vyšetřující soudce Mates se holedbá nejbližšímu příteli, že žádným důkazům nevěří, platí jen takové, jaké se přiházejí mimoděk. Uvádí příklad, kdy podezříval svou ženu Martičku z nevěry, ale ona si omylem spletla obálky a poslala mu z lázní dopis určený domnělému milenci, který byl zcela nevinný. Stydí se, že ženu podezříval, nicméně v rozuzlení se dozvíme, že tento "omyl" byl záměrný a milenci nastrojený, aby manžela ukolébal, a Martička se skoro stydí, že jí nyní manžel tak věří.
- Experiment profesora Rousse
  - Čechoameričan profesor Rouss demonstruje svoji metodu založenou na asociaci myšlenek a usvědčí z vraždy podezřelého Suchánka. Následně opakuje pokus s dobrovolníkem z publika, který chrlí asociace a klišé ve velkém, nakonec zjistí, že dotyčný je redaktor Vašátko od novin.
- Ztracený dopis
  - Pan ministr chce své ženě Boženě ukázat politicky citlivý dopis, ale nemůže ho najít. Převrátí byt vzhůru nohama a nakonec požádá o pomoc ministra vnitra, který mu pošle sedm nejschopnějších mužů. Ti očíslují všechny papíry, vyslýchají domácnost a sledují široké okolí. Bezvýsledně. V jednu hodinu v noci najde Božena pana ministra, jak listuje v knize ve své pracovně. Ministr ráno o ničem neví, ale zjistí, že ve svazku sbírky zákonů, který měl v noci v ruce, je založený ztracený dopis. Stydí se za záhadný způsob nálezu, ale neodpustí si udělat z všech nasazených nejschopnějších mužů napůl hlupáky.
- Ukradený spis 139/VII, odd. C
  - Plukovník Hampl z generálního štábu doma studuje supertajný spis z oboru mezinárodní špionáže a přes noc ho nevěda kam s ním uschová do krabice od makarónů do spižírny. Krabici však někdo ukradne a zoufalý plukovník roztáčí s pomocí rozvědky a vojenské policie velké pátrání po neznámém špiónovi a slibuje nálezci tisíce korun odměny. Policejní komisař Pištora, který se o krádeži náhodou dozví, odhalí, že pachatelem vloupání je specialista na vylupování špajzů Andrlík a ukradené lejstro z krabice plukovníkovi vrátí. Ten mu velkoryse nalije koňak, daruje padesát korun, a nakonec ještě přemítá, že by mu stačilo i dvacet.
- Muž, který se nelíbil
  - Bývalý policajt hostinský Pacovský a četníci Kolda a Hurych sledují člověka, který se nic nezákonného neprovádí, jen se jim nelíbí. Odhalí v něm defraudanta Rosnera na útěku, kterému se ohromně uleví, když se může přiznat a skončí jeho náročné tříleté skrývání na veřejnosti
- Básník
  - Mladý policejní koncipient dr. Mejzlík má za úkol vyhledat auto, kterým někdo ve čtyři hodiny ráno v Žitné ulici přejel opilou stařenu. Od svědků události se mu nedaří získat podstatné informace, dokud k němu není předveden básník Jaroslav Nerad. Ten si z události sice nic nepamatuje, ale napsal o ní báseň, ve které jsou zachyceny básníkovy surreální představy a asociace. Z verše „labutí šíje ňadra buben a činely“ vyvodí číslo vozu 235. Dr. Mejzlíkovi se z informací z básně skutečně podaří vůz nalézt.
- Případy pana Janíka
  - Majitel papírnické firmy pan Janík má neuvěřitelné štěstí odhalovat náročné případy. Vrahovi, který několik dnů vodí policii za nos po lesích, když se snaží vykopat jeho oběť, nabídne vlídné slovo a housku a za hodinu stojí na místě hrobu. Cestou vlakem na Slovensko zapomene pana Janíka vzbudit konduktér a on chvatně posbírá své věci. Tobolka, kterou omylem sebere svému spolucestujícímu ve spacím voze, obsahuje hledané padělky bankovek. Jindy požádá na konci večera sklepníka o vůz a je odvezen na tajné setkání veřejně známých osob, o jejichž spojení ví policie jen částečně. Policie ho žádá, aby se stal detektivem, protože má velmi užitečné štěstí. Pan Janík jde za několik dní oznámit své rozhodnutí - na detektiva se vůbec nehodí, protože ho pět let okrádal jeho koncipient a on si ničeho nevšiml.
- Pád rodu Votických
  - Detektiv Mejzlík je vyzván archivářem Divíškem, aby mu pomohl rozluštit tajemství historického pramenu. Pomůže mu pro účely připravované knihy zrekonstruovat zločinné události, které vedly k zániku rodu Votických a historik mu vřele děkuje, že mu pomohl při tvorbě knihy Dějiny vlády krále Jiříka z Poděbrad. Mejzlík pak celou knihu přečte a o historickém pramenu nalezne jen nicneříkající zmínku v bilbiografických poznámkách.
- Rekord
  - Statkáři Františku Pudilovi někdo ublíží hozeným kamenem, poté co chtěl přetáhnout řemenem kluka, který mu kradl třešně. Četník Hejda zjišťuje, že kámen byl hozen ze vzdálenosti devatenácti metrů a 27 centimetrů, což by překonalo světový rekord v hodu koulí. Mládenci z celého okolí se pokouší házet kameny, až přijde Václav Lysický, který se k činu přizná, že má na Pudila vztek. Tak daleko se mu již však kamenem dohodit nepodaří a četníci mu nechtějí věřit. Nakonec je i tak obviněn.
- Případ Selvinův
  - Spisovatel Leonard Unden se chopí na žádost nešťastné matky se vší vervou případu Franka Selvina, který byl v nepřesvědčivém procesu odsouzen za vraždu své tety. Vahou své veřejně známé osobnosti po sedmileté kampani docílí obnovení procesu a Selvinova osvobození. Ten se mu však následně přizná, že vraždu skutečně spáchal a začne ho vydírat, nakonec zmizí za spisovatelovy peníze v Americe.
- Šlépěje
  - Když se pan Rybka vrací v zimě v noci domů, všimne si v čerstvě napadaném sněhu otisků stop, které končily uprostřed ulice a dál už nevedly. Snaží se zjistit, kam tento člověk zmizel, a přivolává si na pomoc komisaře Bartoška. Ani jednomu se však nepodaří přijít s reálnou teorií. Komisař tvrdí, že policie je od toho, aby řešila zločiny a ne záhady. Pan Rybka je zase rád, že jejich stopy ve sněhu stále pokračují.
- Kupón
  - Detektiv Souček sedí v zahradní restauraci na oblíbeném místě milenecké dvojice Pepy a Minky, které nezbývá v plné restauraci nic jiného, než jeho přítomnost snést. Když Minka upustí papírek s tím, že to nic není, vypráví, jak na základě lístku na tramvaj a účtenky za anglickou čajovou konvičku, které zbyly ve vykradené kabelce neznámé zavražděné, vypátrali totožnost služky i jejího vraha.
- Oplatkův konec
  - Souchotinář Oplatka vyrušen při vloupání zastřelí policistu, pak několik dalších a ještě četníka a železničáře. Tím poruší nepsanou férovost mezi strážníkem a zločincem. Je stíhán mnoha příslušníky dotčených sborů, nakonec je obklíčen v lesíku a při pokusu prorazit zastřelen mnoha ranami. Když za svítání naleznou Oplatkovo tělo, necítí žádné zadostiučinění.
- Poslední soud
  - Obávaný zločinec Kugler je při pokusu o zatčení zabit. Jeho duše se dostává před Poslední soud, kde soudí mrtví soudci a Bůh je svědkem. Během procesu jsou zmiňovány všechny Kuglerovy zločiny. Kugler se ptá Boha, proč nesoudí on sám. Bůh mu odpoví, že nemůže soudit lidi, protože o nich ví úplně všechno, proto člověk zasluhuje lidský soud. Kugler je odsouzen k doživotnímu trestu pekla.

- Zločin v chalupě
  - Sedlák Vondráček je souzen, že zavraždil svého tchána Františka Lebedu. Vinen se necítí, protože chtěl zabránit, aby tchán prodal pole někomu cizímu. Soudce pochází z chalupy a svým způsobem pachatelovy pohnutky chápe. Domnívá se, že spravedlivým trestem by bylo nechat pachatele osít pole blínem a hložím a do smrti koukat na ten úhor.
- Zmizení herce Bendy
  - Doktor Goldberg je obdivovatelem herce Bendy, o jehož osobě sice nemá valné mínění, ale jeho umění obdivuje a velkoryse za něj platí útratu. Benda pak náhle zmizí, a když se v křivoklátských lesích najde jen ubitý tulák, zprvu se uklidní. Posléze mu dojde, že Benda velmi dbal na pravost zevnějšku a při posledním setkání byl velmi zanedbaný. Odhalí, že mu fingovanou roli tuláka nabídl filmový podnikatel Korbel, aby ho mohl nepozorovaně sprovodit ze světa, protože Benda ohrožoval pletkami s jeho ženou Grétou jeho pověst. Doktor Goldberg své odhalení pachateli zjeví, přestože je nemůže dokázat policii. Benda byl sice špína chlap, ale jeho královský pohyb ruky nemůže nikdo nahradit ani se svými miliony.
- Vražedný útok
  - Zdánlivě bezvýznamný a bezúhonný úředník pan Tomsa sedí večer v křesle, když po něm někdo z ulice vystřelí. Ohlásí útok na policii a není si vědom, kdo by proti němu mohl něco mít. Když ale zpytuje svědomí, uvědomí si, kolika lidem, mnohdy bezděčně, ublížil.
- Propuštěný
  - Vrah ze žárlivosti Záruba je po dvanácti letech za mřížemi podmíněně propuštěn za vzorné chování. Po dlouhé době je v normálním světě dezorientován a na ulici se připlete k demonstraci, následně se popere se strážníkem a  je znovu zadržen. Tři nešťasntí právnící přemýšlejí, jak Zárubu ze situace dostat, nechtějí si ho vzít na svědomí, když skoro s úlevou přijmou zprávu, že se slušný vrah v cele oběsil.
- Zločin na poště
  - Poštovní úřednice Helenka se hanbou utopí, protože jí blesková kontrola na venkovské poště odhalí chybějící dvě stovky v pokladně. Strážmistr Brejcha nevěří, že by byla schopna zpronevěry a se střídačem Filípkem, který na poštu dočasně přichází, pátrá, kdo by mohl pod falešnou záminkou odlákat Helenčinu pozornost a krádež provést. Když už nevěří, že pachatele odhalí, vrací se na poštu nedoručený balík, ve kterém jsou namísto másla dvě kila hlíny. Brejcha zjistí, že balík na fingovanou adresu odeslal adjunkt Houdek z velkostatku, který chtěl dosáhnout Helenčina propuštění a přijetí své lásky Julie Toufarové z Pardubic na místní poštu, aby mohli být spolu. Strážmistr se rozhodne soudit a trestat sám. Nabídne Julii Toufarové očištění Helenky nálezem jakoby založených dvou stovek výměnou za to, že neodešle udání jejím nadřízeným. Poté přímluvou u velkostatkáře docílí Houdkovo přeložení na Moravu, aniž by udal pravý důvod. V závěru konstatuje, že člověk může jenom trestat, ale musí být také někdo, kdo by odpouštěl.

## Filmové a televizní adaptace
- Čapkovy povídky je pětipovídkový film režiséra Martina Friče z roku 1947. V hlavních rolích: Jaroslav Marvan, Vladimír Hlavatý, Jaroslav Průcha aj.
- Povídky Básník, Zmizení herce Bendy, Jasnovidec, Zločin na poště, Muž, který se nelíbil, Ztracený dopis, Případy pana Janíka a Zločin v chalupě byly předlohou příslušných dílů dvanáctidílného televizního seriálu Čapkovy kapsy (2011).[1]